# Classe Xia
Il sottomarino da 6.500 tonnellate tipo 092 Daqingyu (il Dipartimento della Difesa statunitense lo ha designato come classe Xia, designazione cinese 09-II) è il primo sottomarino lanciamissili balistici, a energia nucleare classe (SSBN) usato dalla Marina dell'esercito popolare di liberazione cinese, ed il primo SSBN progettato e costruito in Asia. Fu progettato da Huang Xuhua (黄旭华), e deriva dai sottomarini di Classe Han, con lo scafo aumentato per alloggiare i tubi per i missili. 

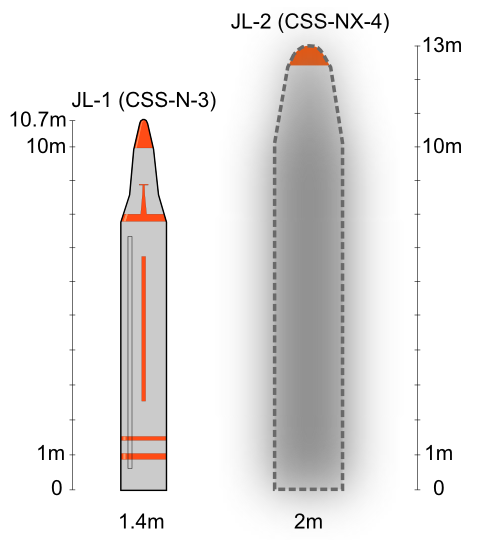
JL-1 e JL-2.

Il primo Changzheng 6 (# 406) di questa classe è stato ideato nel 1978 ad Huludao 120 miglia a nord-est di Pechino; fu completato nel 1981. Quindi spese 6 anni ad essere sistemato e a condurre test con i suoi missili 12 JL-1 (CSS-N-3), divenendo attivo nel 1987. Più avanti, il sottomarino ricevette numerosi miglioramenti, incluso il montaggio di un sonar Type H/SQ2-262B costruito dalla fabbrica No. 613 che ha rimpiazzato l'originale Type 604 di bordo.
Il Type 092 ha ricevuto numerose modifiche, tra cui una verniciatura nera, possibili tecnologie silenziose, sonar di origine francesi, ed i più a lungo raggio missili JL-1A. È riportato che i 092 non hanno mai navigato oltre le acque regionali cinesi. Uno dei due Xia costruiti è stato denunciato come smarrito durante un incidente.
Lo Xia è ancora in fase di aggiornamento e sono in corso nuovi progetti per dei nuovi Sottomarini lanciamissili balistici per Marina dell'esercito popolare di liberazione. Il Dipartimento per la Difesa U.S. ha segnato i sottomarini Classe Xia come "non operativi"."
I Type 092 hanno la base navale in Jianggezhuang vicino Qingdao.